# Tel Baruch
Tel Baruch (hebr. תל ברוך) – osiedle mieszkaniowe w Tel Awiwie, znajdujące się na terenie Dzielnicy Drugiej.

## Nazwa
Nazwa osiedla oddaje cześć znanemu działaczowi ruchu syjonistycznego Mordechaja (Mark) Joseph Barucha (1899-1872).

## Położenie

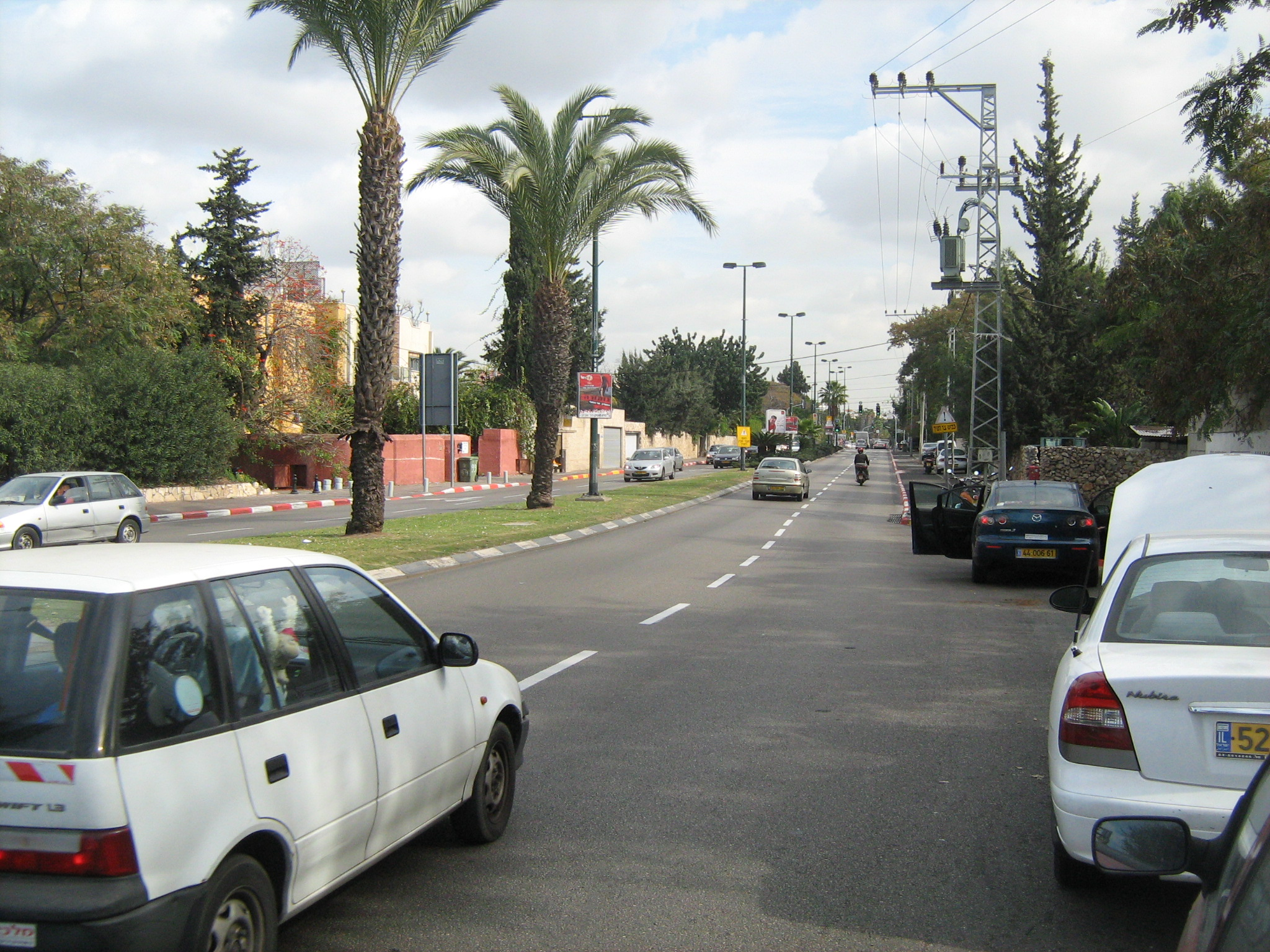
Osiedle Tel Baruch

Osiedle leży na nadmorskiej równinie Szaron. Jest położone w północno-wschodniej części aglomeracji miejskiej Tel Awiwu, na północ od rzeki Jarkon. Południową granicę osiedla stanowi ulica Mivtsa Kadesh, za którą znajduje się osiedle Ma’oz Awiw. Zachodnią granicę wyznacza autostrada Ayalon, za którą jest Kampus Uniwersytetu Telawiwskiego i osiedle Afeka. Na północy jest osiedle Newe Gan. Natomiast wschodnią granicę wyznacza ulica Bnei Ephraim, za którą znajduje się osiedle Ne’ot Afeka.

## Historia
Osiedle zostało utworzone w latach 50. XX wieku przez żydowskich imigrantów z Bułgarii. W kolejnych latach dołączyli do nich imigranci z Algierii, Egiptu i Włoch. W latach 90. dobudowano na północy nowoczesne osiedle Tel Baruch North.

## Architektura
Zabudowa osiedla składa się z niewysokich budynków mieszkalnych, w większości przeznaczonych dla 6-8 rodzin. Jedynie w północnej części osiedla (Tel Baruch North) znajdują się budynki mieszkalne wzniesione z „wielkiej płyty”.
Znajdują się tutaj dwa parki: Rizfeld Garden i Khaim Mevorakh Garden.

## Edukacja
W osiedlu znajdują się dwie szkoły podstawowe Tel Baruch, El-Harizi, oraz gimnazjum Beit Ha-Noar Ha-Ironi Giwat Hod Boarding School.

## Religia
Na terenie osiedla znajduje się jedna synagoga (przy ulicy Kafrisin).

## Gospodarka
W północnej części osiedla znajduje się centrum handlowe Mikado Center, w którym mieści się przychodnia zdrowia, apteka oraz urząd pocztowy.

## Transport
Główną ulicą osiedla jest Keren Kayemet Le'Israel, którą jadąc na zachód dojeżdża się do autostrady nr 20  (Ayalon Highway), lub jadąc na wschód dojeżdża się do drogi nr 482  (Tel Awiw-Herclijja), którą jadąc na północ dojeżdża się do autostrady nr 5  (Tel Awiw-Ari’el).